# Gong Gong

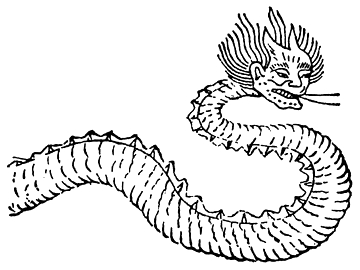
Zhu Long, dal Libro dei monti e dei mari, un serpente con testa umana molto simile alla rappresentazione tradizione di Gonggong.

Gong Gong (共工S, GònggōngP), scritto anche  Gonggong, è una divinità delle acque nella mitologia cinese, descritta tradizionalmente come un essere dalla testa di bronzo, con una fronte di ferro, capelli rossi e il corpo di un serpente; a volte, è di aspetto umano anche il torso.
È un essere distruttivo, responsabile di varie catastrofi cosmiche. Tutti i racconti che lo riguardano, lo vedono perire o essere esiliato, generalmente dopo aver perso una battaglia con una divinità maggiore, come il dio del fuoco Zhu Rong.

## Denominazione
Nella traslitterazione nelle lingue indoeuropee, le due sillabe si ripetono identiche. In mandarino, invece, differiscono nel tono 共工S, GònggōngP. In altre lingue cinesi, possono variare una delle vocali o la consonante iniziale di una delle sillabe. Nel cinese medio, ad esempio, viene pronunciato *ɡɨoŋh-kuŋ. Anche in giapponese le due sillabe sono differenti: kyōkō.
Gong Gong ha anche il nome proprio Kang Hui, utilizzato nei testi più antichi.

## Il mito di Gong Gong
Il mito di Gong Gong compare nel periodo degli Stati Combattenti. Il primo riferimento al suo mito lo troviamo nel poema Domande al cielo (Tianwen) del Chu Ci. 
Durante la dinastia Han, i riferimenti letterari a Gong Gong divennero maggiormente dettagliati.
Gong Gong è responsabile in vari miti di alluvioni, spesso coadiuvato da Xiang Liu, che ha nove teste e il corpo di un serpente.
Dopo aver perduto la lotta con Zhu Rong, il dio del fuoco, per reclamare il trono del Cielo, in un impeto di rabbia avrebbe abbattuto con la testa il Monte Buzhou, uno degli otto pilastri del cielo. Ciò avrebbe determinato che il cielo si inclinasse verso Nord-Ovest, mentre la terra, inclinata verso Sud-Est, venne investita da una grande inondazione.
La dea Nüwa sarebbe allora intervenuta per ripristinare l'equilibrio. Tagliò le zampe della tartaruga gigante Ao e le sostituì al pilastro caduto. In tal modo, arrestò le inondazioni, ma non riuscì a ripristinare la corretta orientazione del cielo e della terra (e dei fiumi in Cina). In tal modo, veniva spiegato il fatto che i fiumi cinesi, e in particolare il Fiume Azzurro e il Fiume Giallo, scorrano verso Sud-Est, mentre il Sole, la Luna e le stelle si muovano verso Nord-Ovest.

## Corpi celesti
Nel 2019 il corpo scoperto nel 2007 e designato provvisoriamente 2007 OR10, fu rinominato 225088 Gonggong al termine di un sondaggio che vide prevalere il nome della omonima divinità rispetto ad altri nomi. Tale nome è diventato ufficiale dal 2020.